# Євсеєнко Сергій Степанович
Євсеєнко Сергій Степанович (6 жовтня 1850 — 1912) — український ветеринар і літератор.

## Життєпис
Народився 6 жовтня 1850 року в сім'ї робітника однієї з текстильних фабрик міста Клинці Чернігівської губернії (нині Брянська область Російської Федерації), де і був охрещений в Петро-Павлівському храмі.
Освіту отримав спочатку в Чернігівській гімназії, а в 1875 році закінчив ветеринарне відділення Медико-хірургічної академії.
Брав участь у російсько-турецькій війні 1877-78 років, був нагороджений орденом. Подальше його життя пов'язане з армією, з 1895 працював на посаді ветлікаря Варшавського воєнного округу. Одночасно з професійною діяльністю Сергій Степанович займався благодійністю, збирав кошти для бідних. Його творча натура знайшла прояв і в іншому напрямі: заснував і редагував журнал Суспільства варшавських військових ветеринарних лікарів «Ветеринарний Збірник», організував музично-драматичне товариство.
В кінці 90-х років XIX ст. Сергій Євсеєнко в літні місяці подорожував Україною, відвідав Полтавську, Харківську, Чернігівську губернії. Свої враження від тодішньої України він виклав у книзі «Під ясним небом Малоросії. Подорожні замітки і спостереження».
Закінчив свій земний шлях Євсеєнко в 1912 році в рідному місті Клинці, де і провів останні роки після звільнення зі служби.

## Наукові праці
За своє життя написав 200 наукових праць, головні з яких — «Ветеринарна медицина і ветеринарні лікарі» (історичний нарис, Москва, 1882) та «Курс польової військово-ветеринарної хірургії» (Москва, 1890).